# Swerdlow-Werk
Das J.-M.-Swerdlow-Werk ist ein staatliches Unternehmen zur Herstellung von Sprengstoff und Munition. Es befindet sich, als landesweit größtes, 400 km östlich von Moskau in Dserschinsk in der Oblast Nischni Nowgorod. Es ist nach Jakow Michailowitsch Swerdlow benannt. Zu den Erzeugnissen zählen Artilleriegranaten, Fliegerbomben und Sprengköpfe, sowie Industriechemikalien.
Anfang 2022 wurde Juri Schumski Generaldirektor des Betriebs. Im September 2022 wurde er wegen des Verdachts der Korruption verhaftet. Angeblich gab es Geschäfte mit NATO-Ländern.
Das Werk wurde 2023 von den USA und der EU mit Sanktionen belegt, weil es nach Angaben des US-Außenministeriums „Güter zur Unterstützung der russischen Kriegsanstrengungen“ herstellt. In der Nacht auf den 20. Oktober 2024 wurde das Werk von der Ukraine mit Drohnen angegriffen.
Einige Kilometer westlich befindet sich bei Juganez das 53. Munitionsarsenal der Hauptverwaltung für Raketen und Artillerie (GRAU).